# Villaflores, Tila
Villaflores är en ort i Mexiko.   Den ligger i kommunen Tila och delstaten Chiapas, i den sydöstra delen av landet, 700 km öster om huvudstaden Mexico City. Villaflores ligger 1 316 meter över havet och antalet invånare är 368.
Terrängen runt Villaflores är kuperad söderut, men norrut är den bergig. Runt Villaflores är det ganska tätbefolkat, med 111 invånare per kvadratkilometer. Närmaste större samhälle är Simojovel de Allende, 18,8 km sydväst om Villaflores. I omgivningarna runt Villaflores växer i huvudsak städsegrön lövskog.